# Phan Văn Tâm
Phan Văn Tâm (sinh năm 1970) là chính trị gia, kiểm sát viên cao cấp người Việt Nam. Ông hiện giữ chức vụ Hiệu trưởng Trường Đại học Kiểm sát Hà Nội (T2), trực thuộc Viện kiểm sát nhân dân tối cao. Ông từng giữ chức vụ Vụ trưởng Vụ kiểm sát việc giải quyết các vụ án hành chính, vụ việc kinh doanh, thương mại, lao động và những việc khác theo quy định của pháp luật (vụ 10), Viện kiểm sát nhân dân tối cao Việt Nam (2019-2021), Vụ trưởng Vụ tổ chức cán bộ (vụ 15), Viện kiểm sát nhân dân tối cao (2018-2019), Chánh Thanh tra Viện kiểm sát nhân dân tối cao Việt Nam. Ông nguyên là thư ký của ông Nguyễn Bá Thanh khi Nguyễn Bá Thanh làm Bí thư Thành ủy Đà Nẵng và Trưởng Ban Nội chính Trung ương Đảng Cộng sản Việt Nam.

## Tiểu sử
Khi Nguyễn Bá Thanh làm Bí thư Thành ủy Đà Nẵng, Phan Văn Tâm là thư ký của Nguyễn Bá Thanh. Phan Văn Tâm từng là Bí thư Quận ủy Liên Chiểu, Đà Nẵng.
Tháng 12 năm 2012, Nguyễn Bá Thanh ra Hà Nội giữ chức vụ Trưởng Ban Nội chính Trung ương Đảng Cộng sản Việt Nam, thì Phan Văn Tâm cũng được điều động đi theo làm thư ký công tác ở ban này. Sau đó, Phan Văn Tâm được tín nhiệm giữ chức vụ  Vụ trưởng Vụ Địa phương - Ban Nội chính Trung ương Đảng Cộng sản Việt Nam.
Từ ngày 1 tháng 10 năm 2016, Phan Văn Tâm, chuyên viên cao cấp, Vụ trưởng Vụ Địa phương - Ban Nội chính Trung ương Đảng Cộng sản Việt Nam, được Viện trưởng VKSND Tối cao Lê Minh Trí tiếp nhận và bổ nhiệm giữ chức vụ Chánh Thanh tra Viện kiểm sát nhân dân tối cao thay ông Hồ Đức Anh (Hồ Đức Anh được bổ nhiệm làm Viện trưởng VKSND tỉnh Hòa Bình) theo Quyết định số 20/QĐ-VKSTC ngày 27/9/2016.
Từ ngày 1 tháng 10 năm 2018, Phan Văn Tâm, Chuyên viên cao cấp, Chánh Thanh tra VKSNDTC được bổ nhiệm giữ chức vụ Vụ trưởng Vụ tổ chức cán bộ VKSNDTC (Vụ 15) thay ông Tăng Ngọc Tuấn.
Từ ngày 1 tháng 12 năm 2018, ông được Viện trưởng Viện kiểm sát nhân dân tối cao Việt Nam Lê Minh Trí bổ nhiệm chức danh Kiểm sát viên cao cấp.
Từ ngày 1 tháng 2 năm 2019, Phan Văn Tâm, Kiểm sát viên cao cấp, Vụ trưởng Vụ Tổ chức cán bộ (Vụ 15), VKSND tối cao, được điều động, bổ nhiệm giữ chức vụ  Vụ trưởng Vụ Kiểm sát việc giải quyết các vụ án hành chính, vụ việc kinh doanh, thương mại, lao động và các việc khác theo quy định của pháp luật (Vụ 10) VKSND tối cao (theo Quyết định số 03/QĐ-VKSTC ngày 21/01/2019 của Viện trưởng VKSND tối cao) thay ông Phương Hữu Oanh.
Tháng 5 năm 2021, ông được điều động, bổ nhiệm giữ chức vụ Hiệu trưởng Trường Đại học Kiểm sát Hà Nội, trực thuộc Viện Kiểm sát nhân dân tối cao thay ông Lại Viết Quang.